# Jaroslav Zajac
Jaroslav Zajac (* 23. října 1960) je bývalý slovenský fotbalový obránce.

## Fotbalová kariéra
V československé lize hrál za Tatran Prešov. V československé lize nastoupil v 74 utkáních a dal 1 gól. Dále hrál za klub LB Spišská Nová Ves.

## Ligová bilance
| Ročník                                     | Zápasy | Góly | Klub          |
| ------------------------------------------ | ------ | ---- | ------------- |
| 1. československá fotbalová liga 1983/1984 | 13     | 0    | Tatran Prešov |
| 1. československá fotbalová liga 1984/1985 | 26     | 1    | Tatran Prešov |
| 1. československá fotbalová liga 1985/1986 | 28     | 0    | Tatran Prešov |
| 1. československá fotbalová liga 1986/1987 | 7      | 0    | Tatran Prešov |
| CELKEM                                     | 74     | 1    |               |